# Maro Itoje
Maro Itoje (ang. wym. [ˌmɑ.ɹoʊ iˈtoʊ.dʒe], ur. 28 października 1994 r. w gminie Camden w Londynie) – angielski rugbysta nigeryjskiego pochodzenia występujący zazwyczaj na pozycji wspieracza, rzadziej rwacza. Reprezentant kraju, srebrny medalista pucharu świata, mistrz świata do lat 20, zdobywca Wielkiego Szlema podczas Pucharu Sześciu Narodów, klubowy mistrz Anglii i Europy.

## Młodość
Itoje urodził się w Wewnętrznym Londynie w rodzinie nigeryjskich imigrantów. Wychowywał się w północnych dzielnicach miasta: Edgware i Mill Hill. Uczęszczał do Salcombe Preparatory School w Southgate, a następnie (w wieku od 11 do 16 lat) do St George’s School – szkoły z internatem położonej w Harpenden w Hertfordshire. Ostatecznie dzięki stypendium kontynuował edukację w elitarnej Harrow School w dzielnicy Londynu noszącej tę samą nazwę. Podczas egzaminu końcowego (A-level) wszystkie trzy przedmioty zaliczył na najwyższą możliwą ocenę.
W czasach szkolnych Itoje uprawiał wiele dyscyplin sportu. Występował jako środkowy obrońca w rozgrywkach piłki nożnej, grał w koszykówkę, z powodzeniem startował w zawodach lekkoatletycznych (mimo niecodziennej techniki w grupie do lat 17 był reprezentantem i wicemistrzem Anglii w pchnięciu kulą).
Grę w rugby rozpoczął, dopiero gdy jako 11-latek trafił do szkoły w Harpenden. Równolegle do sobotnich występów w barwach St George’s, w niedziele grywał w Harpenden R.F.C. – satelickim klubie Saracens. Jako że pierwszy kontakt z tą dyscypliną sportu nawiązał dość późno, początkowo nastolatek musiał nadrabiać zaległości szkoleniowe. Podczas dodatkowych zajęć usiłował ponadto zredukować braki w koordynacji ruchowej spowodowane faktem gwałtownego wzrostu. Jako młody zawodnik był jednak bardzo pracowity, dzięki czemu szybko nie tylko dorównał, ale i przebił umiejętności większości swoich rówieśników.
Po tym jak został wypatrzony przez Matta Daviesa, członka sztabu Saracens podczas testów w hrabstwie Hertfordshire, niespełna 15-letni Itoje trafił do akademii tego klubu. Na jego mentora wyznaczono doświadczonego rwacza, byłego reprezentanta Anglii Richarda Hilla.

## Kariera klubowa

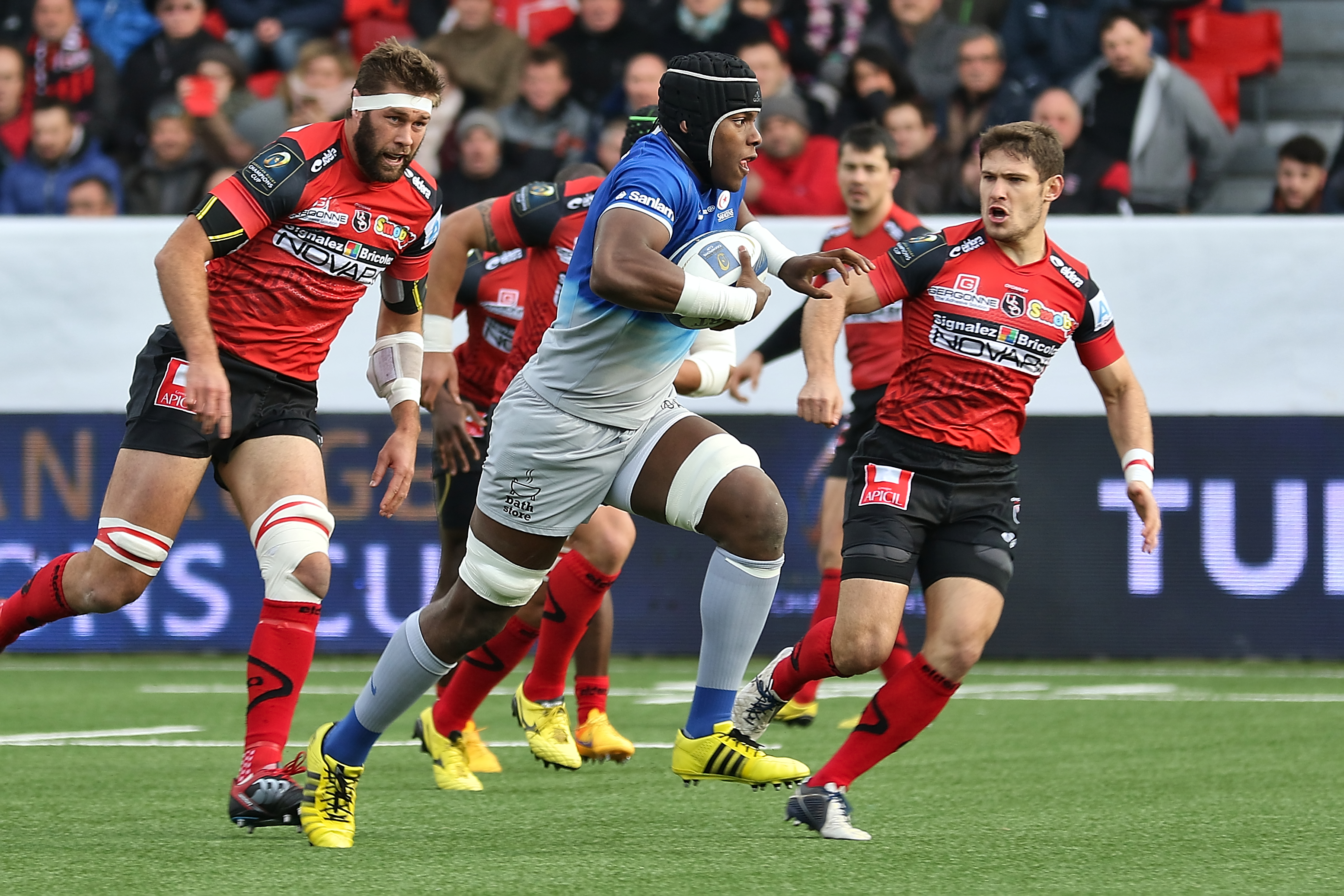
Itoje w niebiesko-białym stroju w meczu z Oyonnax Rugby (2015)

W wieku 18 lat, w styczniu 2013 roku Itoje zadebiutował w rozgrywkach seniorów w meczu pucharowym przeciw Cardiff Blues. Także w sezonie 2013/2014 zaliczył pojedynczy występ w Anglo-Welsh Cup, dokładając do tego mecz ligowy w ostatniej kolejce z Leicester Tigers. W międzyczasie przebywał na wypożyczeniu w zaprzyjaźnionym klubie Old Albanians, gdzie w rozgrywkach niższego szczebla rozegrał niespełna dziesięć spotkań. Kolejny sezon Anglik rozpoczął jako zawodnik rezerwowy, jednak dość szybko piął się w górę w klubowej hierarchii. W angielskiej ekstraklasie wystąpił łącznie w 15 spotkaniach, w tym w ośmiu w pierwszym składzie. Dołożył do tego pięć meczów pucharowych i cztery w rozgrywkach europejskich. Sezon ten drużyna Saracens zakończyła z tytułem mistrza Anglii oraz jako zdobywca Anglo-Welsh Cup. W tych ostatnich rozgrywkach Itoje pełnił funkcję kapitana zespołu. Podobną rolę odgrywał w ekipie rezerw (Saracens Storm), która w styczniu 2015 roku sięgnęła po złoto w rozgrywkach A League.
Osiągnięcia te były pierwszym z wielu – tak w wykonaniu samego Itoje, jak i drużyny Saracens, która w nadchodzących latach zdominowała rozgrywki w Anglii i Europie. Drużyna z północnych przedmieść Londynu w kolejnym roku nie tylko obroniła tytuł w rodzimej lidze Premiership Rugby, ale także wywalczyła European Rugby Champions Cup. W finałowym spotkaniu z Racing 92, w którym Anglicy triumfowali 21:9, niespełna 22-letni wspieracz został okrzyknięty najlepszym zawodnikiem meczu. Podobne miano przyznano mu też w starciach ćwierć- i półfinałowym, zaś po zakończeniu sezonu został wybrany jego najlepszym zawodnikiem w Europie. W międzyczasie Itoje podpisał z Saracens nowy kontrakt wiążący go z klubem do połowy 2019 roku.
W sezonie 2016/2017 Anglik opuścił około półtora miesiąca zmagań z powodu urazu dłoni, jakiego doznał w meczu Champions Cup przeciwko Scarlets. Mimo wszystko wraz z czasem jego pozycja w drużynie nieustannie rosła. Gdy wiosną 2017 roku zespół zdziesiątkowała plaga kontuzji, to pomimo młodego wieku właśnie do niego należało wywoływanie zagrywek w formacji autowej. W maju Saracens w finale rozgrywek europejskich pokonali francuski klub Clermont. Złamana w grudniu 2017 roku po zderzeniu z zawodnikiem Harlequins Mikiem Brownem żuchwa stanowiła jeden z niewielu gorszych okresów w klubowej karierze Itoje. Zawodnik drugiej linii młyna w kolejnym roku zdobył swój trzeci tytuł mistrza Anglii, po czym podpisał z Saracens nowy kontrakt obowiązujący do 2022 roku. Rok 2019 przyniósł mu dalsze tytuły mistrzowskie: tak w Anglii, jak i w Europie.
Niedługo później na jaw wyszła jednak afera związana z finansowaniem klubu z Allianz Park. Władze Premiership Rugby ogłosiły, że ekipa Saracens wraz z końcem sezonu 2019/2020 zostanie zdegradowana do RFU Championship. Przyczyną tej decyzji były wieloletnie próby zatajania rzeczywistych wydatków klubu i omijania obowiązującego w rozgrywkach limitu płacowego. Jak podawały media, nieujawnione środki przeznaczane na pozaregulaminowe świadczenia dla zawodników miały o blisko 30% przekraczać określony na 7 mln funtów pułap wynagrodzeń. Z tego powodu już wcześniej na drużynę nałożono karę w wysokości 5,36 mln funtów oraz 35 ujemnych punktów. W związku z zapowiedzianą relegacją powszechne stały się spekulacje na temat przyszłości gwiazd angielskiego rugby występujących dotąd w drużynie Saracens. Dodatkowym utrudnieniem dla klubu był fakt, że wewnątrzangielskie regulacje nie pozwalały (poza sytuacjami nadzwyczajnymi takimi jak plaga kontuzji) na powoływanie do reprezentacji narodowej zawodników występujących na co dzień poza granicami kraju. Wedle doniesień medialnych z marca 2020 r. w stosunku do Itoje władze Saracens miały nadzieję na roczne wypożyczenie zawodnika do francuskiego Racingu z jednoczesnym umożliwieniem mu gry dla Anglii dzięki klauzuli „sytuacji nadzwyczajnej”. Niemniej sprzeciw pozostałych klubów Premiership co do takiego rozszerzającego rozumienia umowy pomiędzy ligą a federacją spowodował, że pomysł tego transferu wydawał się mało realny.

## Kariera reprezentacyjna

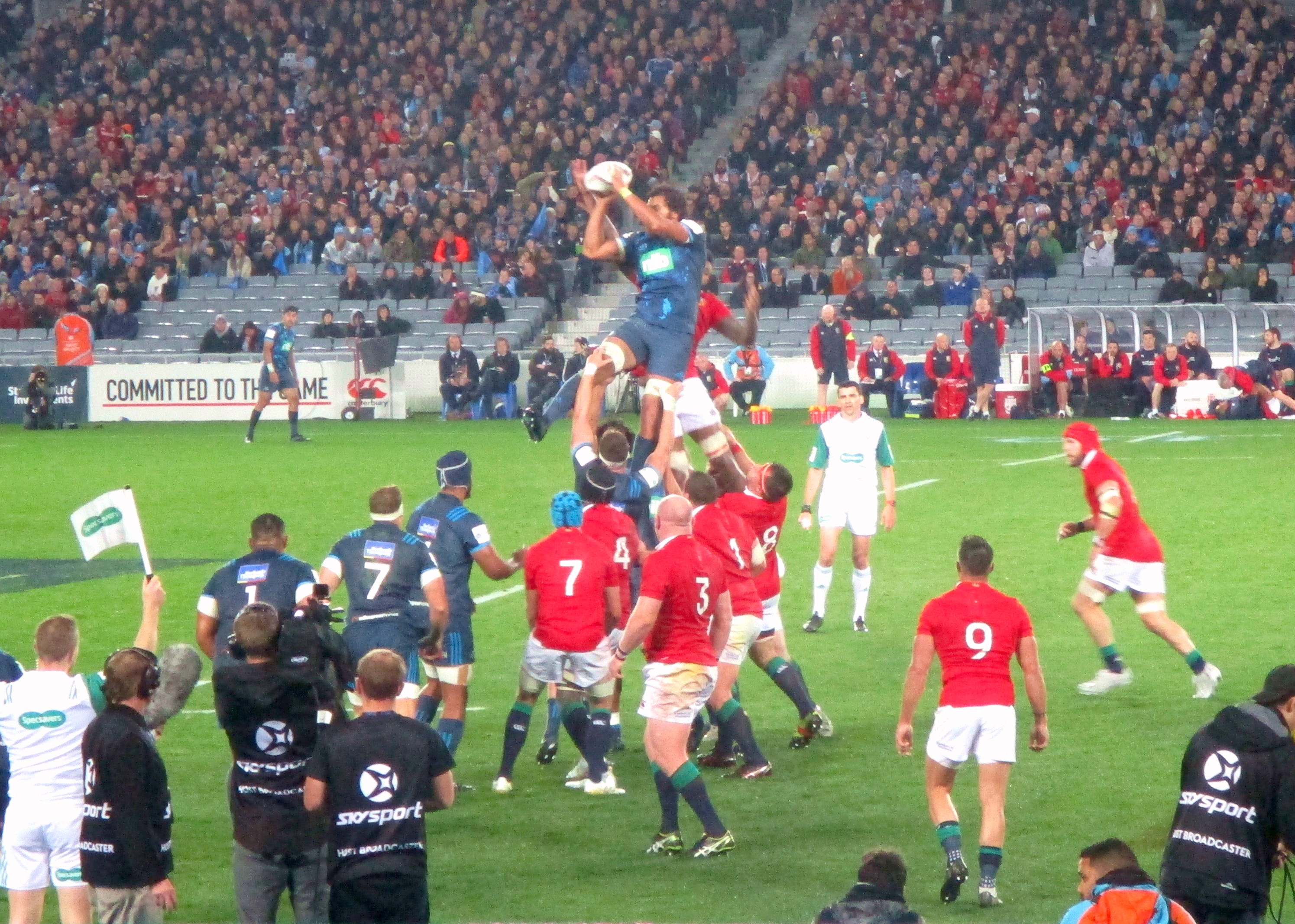
Formacja autowa w meczu Blues – British and Irish Lions (2017). Itoje z nr. 4 na czerwonej koszulce

Itoje występował w angielskich reprezentacjach na wszystkich kolejnych szczeblach wiekowych, poczynając co najmniej od grupy do lat 16: grał w drużynach U-17, U-18 i U-19. W 2014 roku był kapitanem reprezentacji do lat 20, która podczas turnieju w Nowej Zelandii sięgnęła po tytuł mistrzów świata w swojej kategorii wiekowej. Wystąpił wówczas w czterech spotkaniach swojej drużyny.
Na początku 2015 roku został włączony do składu England Saxons, drugiej seniorskiej kadry Anglii. Z ławki rezerwowych pojawił się wówczas w spotkaniu z Ireland Wolfhounds. Kilka miesięcy później znalazł się w szerokim składzie treningowym pierwszej reprezentacji, jednak ostatecznie nie otrzymał od selekcjonera Stuarta Lancastera powołania na Puchar Świata w Rugby 2015. Po nieudanych mistrzostwach Lancastera zastąpił Eddie Jones, który już wraz z pierwszymi powołaniami postanowił dać szansę nowym zawodnikom. Jednym z nich był Itoje, który znalazł się w składzie na Puchar Sześciu Narodów 2016. Zadebiutował w meczu drugiej kolejki z Włochami, wchodząc na boisko z ławki rezerwowych. Pozostałe trzy spotkania rozpoczynał już w podstawowym składzie, zaś reprezentanci Anglii pokonując wszystkich pięciu rywali sięgnęli po Wielki Szlem. W czasie rozgrywek gracz Saracens imponował formą, tworząc z George’em Kruisem wyróżniającą się parę wspieraczy, zaś w ocenie części komentatorów w spotkaniu z Walią był najlepszym zawodnikiem na placu gry. Latem tego samego roku czynnie uczestniczył w wygranej 3:0 serii spotkań z reprezentacją Australii, podczas której wszystkie spotkania padły łupem Anglików. Ostatni mecz w Sydney stanowił dla Itoje zamknięcie sezonu, w którym wygrał wszystkie 26 meczów, które rozpoczynał w pierwszym składzie – zarówno w barwach klubu, jak i w kadrze. Liczący zaledwie 21 lat zawodnik został szybko obwołany wielkim talentem, jaki trafia się raz na generację. Podkreślano jego dojrzałość, opanowanie i determinację, przewidując, że w przyszłości może sięgnąć po najwyższe sportowe laury, w tym przewodzić reprezentacji jako kapitan.
Choć z jesiennych spotkań reprezentacji wykluczył go uraz dłoni, to Itoje powrócił do kadry na początku 2017 roku na Puchar Sześciu Narodów. W czasie zawodów rozegrał pięć spotkań w pierwszym składzie, a najlepsi ponownie okazali się Anglicy. W dalszej części roku Anglik otrzymał powołanie do składu British and Irish Lions na serię spotkań w Nowej Zelandii – 22-latek był najmłodszym członkiem składu. Podczas tournée w barwach Lions wystąpił sześciokrotnie: w trzech sparingach (z Blues, Crusaders oraz Māori All Blacks – gdzie zdobył jedno z przyłożeń) a także w trzech meczach testowych z Nową Zelandią. Ostatecznie seria zakończyła się remisem, gdyż każda ze stron w trzech meczach odnotowała zwycięstwo, remis i porażkę.
W roku 2018 dla Anglii Itoje rozegrał aż 12 spotkań (wszystkie w pierwszym składzie), uczestnicząc w zmaganiach o Puchar Sześciu Narodów, w wyjazdowej serii spotkań z Południową Afryką czy w jesiennych meczach testowych. W pierwszej połowie roku komentatorzy wskazywali, że zawodnik nieco obniżył formę, co selekcjoner Jones tłumaczył zmęczeniem i syndromem „sezonu po” meczach Lions. Jednocześnie zwracano uwagę, że Anglik popełnia zbyt wiele przewinień, którą to statystykę powinien poprawić. Przyczynkiem do dyskusji była pierwsza w karierze międzynarodowej żółta kartka, jaką Itoje otrzymał w listopadowym meczu z RPA.
W pierwszym pojedynku nowego roku, z Irlandią w ramach Pucharu Sześciu Narodów Anglik uszkodził więzadło poboczne piszczelowe w stawie kolanowym, przez co musiał pauzować przez kilka tygodni i opuścił pozostałą część turnieju. W sierpniu Itoje otrzymawszy powołanie do kadry na Puchar Świata w Rugby 2019, uczestniczył w przedturniejowych sparingach, a następnie w pięciu spotkaniach podczas samych mistrzostw. Anglicy bez problemów wyszli z grupy, a pokonując następnie Australię i Nową Zelandię dotarli do finału turnieju. Występ wspieracza w półfinałowym pojedynku z ówczesnymi mistrzami świata określono jako najlepszy mecz w jego karierze, co dodatkowo znalazło odzwierciedlenie w statuetce dla zawodnika meczu. W spotkaniu decydującym o tytule mistrza świata reprezentanci Anglii ulegli jednak Południowej Afryce i zakończyli zmagania ze srebrnymi medalami.
Rok 2020 Itoje rozpoczął od powołania na Puchar Sześciu Narodów, w czasie którego ponownie pełnił centralną rolę w drużynie.
W maju 2021 roku ogłoszono, że zawodnik znalazł się w składzie British and Irish Lions na serię spotkań w Południowej Afryce.

### Statystyki
Stan na 7 marca 2020 r.
Występy na arenie międzynarodowej
| Drużyna narodowa | Rok  | Mecze | Punkty |
| ---------------- | ---- | ----- | ------ |
| Anglia           | 2016 | 7     | 0      |
| Anglia           | 2017 | 7     | 0      |
| Anglia           | 2018 | 12    | 5      |
| Anglia           | 2019 | 8     | 5      |
| Anglia           | 2020 | 4     | 0      |
| Suma             | Suma | 38    | 10     |

| Zespół | Rok  | Mecze | Punkty |
| ------ | ---- | ----- | ------ |
| Lions  | 2017 | 3     | 0      |
| Suma   | Suma | 3     | 0      |

Przyłożenia na arenie międzynarodowej
| Lp. | Data             | Miejsce                    | Przeciwnik        | Rozgrywki    |
| --- | ---------------- | -------------------------- | ----------------- | ------------ |
| 1.  | 9 czerwca 2018   | Ellis Park, Johannesburg   | Południowa Afryka | mecz testowy |
| 2.  | 24 sierpnia 2019 | Twickenham Stadium, Londyn | Irlandia          | mecz testowy |

## Nagrody i wyróżnienia
- nagroda dla odkrycia sezonu 2015/2016 w Premiership Rugby (Premiership Discovery of the Season)[61]
- nagroda dla młodego zawodnika roku 2016 według Rugby Players’ Association (RPA Young Player of the year 2016)[62]
- nagroda dla najlepszego zawodnika w Europie roku 2016 według European Professional Club Rugby (EPRC European Rugby Player of the Year)[23][5]
- nagroda dla zawodnika roku według World Rugby (World Rugby Player of the Year):
  - nominacja 2016[63]
  - nominacja 2017[64]
- nagroda dla zawodnika o przełomowym roku 2017 według World Rugby (World Rugby Breakthrough Player of the Year)[65]

## Życie osobiste
Rodzice Maro po przyjeździe do Anglii z Nigerii początkowo prowadzili sklep mięsny w londyńskiej dzielnicy Cricklewood, jednak z czasem zdobyli wyższe wykształcenie i rozpoczęli pracę zgodną z kwalifikacjami. Ojciec zawodnika, Efe, ukończył studia matematyczne, pracując następnie w branży paliwowej jako konsultant BP do spraw złóż ropy naftowej znajdujących się w delcie Nigru. Matka Florence pracowała jako pośrednik w obrocie nieruchomościami. Rodzice zawodnika kładli wyraźny nacisk na wykształcenie swoich dzieci, dzięki czemu wszyscy troje: najstarszy Jeremy, Maro i najmłodsza Isabel ukończyli szkoły wyższe. Zawodowym rugbystą został także występujący w pierwszej linii młyna kuzyn rodzeństwa, Beno Obano. Pomimo zamieszkiwania w Anglii rodzina pozostawała w bliskich relacjach z ojczystym krajem, wielokrotnie odwiedzając Nigerię.
W początkowych latach swojej kariery zawodniczej Maro studiował zaocznie na prywatnej uczelni London’s School of Oriental and African Studies. Wedle własnych wypowiedzi jest osobą silnie zainteresowaną bieżącą polityką, w tym kwestiami Afryki. Deklarował się jako liberalny feminista, gorliwy zwolennik Baracka Obamy, otwarcie opowiadał się za pozostaniem Wielkiej Brytanii w Unii Europejskiej.
Itoje został wychowany w wierze katolickiej i deklaruje się jako osoba tego wyznania.
Poza rugby jego zainteresowania sportowe obejmują piłkę nożną (za sprawą ojca w dzieciństwie został kibicem Arsenalu) czy koszykówkę.
W młodości zdarzało mu się tworzyć poezję, a ponadto podczas pobytu w Harrow był członkiem szkolnego chóru.